# Union Riga
El Union Riga fue un equipo de fútbol de Letonia que alguna vez jugó en la Liga Soviética de Letonia, la antigua máxima categoría de fútbol en el país.

## Historia
Fue fundado en el año 1907 en la capital Riga y es el equipo de fútbol más viejo de Letonia junto al Britannia FC, también de la capital.
Fue uno de los equipos fundadores de la Liga de fútbol de Riga en el año 1910, y también fue el primer campeón de la liga de la capital en ses año luego de que descalificaran al Britannia FC. La liga de Riga la ganaron en dos ocasiones.
A pesar de ser el equipo más viejo de Letonia, no fue uno de los equipos fundadores de la Liga Soviética de Letonia, ya que se unieron a la primera división hasta el año 1927, pero nunca pudo ser campeón de liga, y descienden a la primera liga en el año 1935, y en el año 1939 el equipo desaparece luego de que los alemanes ubicados en el Mar Báltico fueron repatriados a Alemania.

## Palmarés
- Liga de fútbol de Riga: 2

1910, 1912
- Copa de Letonia: 1

1910

## Jugadores

### Jugadores destacados
| - Jānis Bebris - Vladimirs Bērziņš - Česlavs Stančiks - Harijs Fogelis - Georgs Kabuls - Jūlijs Lindenbergs | - Ferdinands Neibergs - Aleksandrs Roga - Indriķis Reinbahs - Ēriks Skadiņš - Juris Skadiņš - Alfrēds Verners |